# Nivelles-Baulers
Nivelles-Baulers era uma pista de 3.720 metros de comprimento localizado em Nivelles, próximo à Bruxelas, na Bélgica.
Construído em 1971, foi sede do Grande Prêmio da Bélgica em 1972 e 1974. 
O circuito foi demolido no começo deste século e virou parte de um centro industrial.

## Vencedores
| Ano               | Piloto             | Chassi/Motor | Resumo   |
| ----------------- | ------------------ | ------------ | -------- |
| 1972              | Emerson Fittipaldi | Lotus-Ford   | Detalhes |
| Não houve em 1973 |                    |              |          |
| 1974              | Emerson Fittipaldi | McLaren-Ford | Detalhes |